# Sítio do Mato
Sítio do Mato é um município brasileiro do estado da Bahia, localizado na região oeste do estado. Estando ao lado do Rio Corrente, que conflui com o São Francisco, foi emancipado de Bom Jesus da Lapa em 1989. A cidade fica a 771 km da capital Salvador e a 241 km de Barreiras que é a principal cidade do oeste baiano.
O município é constituído pelo distrito-sede e pelo distrito de Gameleira da Lapa.

## História
A cidade foi batizada de "Sítio do Mato" por estar localizada às margens do Rio São Francisco, numa reserva florestal onde pessoas fizeram ocupações, construindo um sítio. Quando se tornou distrito, chamava-se Porto Feliz, porém tal nome não pôde permanecer por conta de já existir outro município com tal título.
Foi emancipado em 24 de fevereiro de 1989, através da Lei Estadual número 4834.
Em 2011, a Universidade Federal da Bahia através de uma pesquisa encontrou pinturas e fragmentos cerâmicos no município.

## Geografia
Sua população em 2022 era de 13 408 habitantes.